# 6-я стрелковая дивизия
6-я стрелковая Орловско-Хинганская дважды Краснознамённая, ордена Суворова дивизия — воинское соединение в составе Красной Армии.

## История дивизии

### Гражданская война
23 мая 1918 года приказом начальника штаба Петроградского района обороны и Северного участка отрядов завесы № 633/с из добровольцев отряда П. Е. Дыбенко, петроградских отрядов Красной гвардии и рабочих города Нарва в Гдове Петроградской губернии создана Гатчинская пехотная дивизия. 31 мая 1918 года Гатчинская пехотная дивизия приказом Высшего Военного совета № 43 переименована в 3-ю Петроградскую пехотную дивизию. 11 сентября 1918 года приказом РВСР № 4 3-я Петроградская пехотная дивизия переименована в 6-ю стрелковую дивизию.
До ноября 1918 года дивизия обороняла подступы к Петрограду на нарвском и ревельском направлениях. С ноября 1918 года по январь 1919 года принимала участие в походе Красной армии в Прибалтику и Белоруссию. 28 ноября 1918 года дивизия заняла город Нарва и в дальнейшем наступала до реки Ягговаль, которую достигла в декабре. С января 1919 года отступала, ведя бои с формированиями белых и эстонцами, в том числе в январе 1919 года у Копорье. В мае 1919 года в состав дивизии влились войска Сводной Балтийской дивизии. С мая по октябрь 1919 года вела бои с войсками Юденича при обороне Петрограда. По состоянию на 12 мая дивизия оборонялась на широком фронте, проходившем через деревни Илькина, Фитинка, Коростель, Кейкино и далее по левому берету реки Луга до мызы Лом. От мызы Лом до деревни Карлово фронт обороны перехватывал линию Балтийской железной дороги и Нарвское шоссе. Далее фронт тянулся от деревни Карлово к устью реки Плюса, затем вдоль полотна железной дороги на станцию Гостицы и далее на юг до стыка с Чудским участком Эстонской красной армии. В дивизии со всеми приданными ей частями насчитывалось до 4600 бойцов и 23 орудия. Этой чрезмерной растянутостью фронта воспользовались белогвардейцы. Перейдя в наступление в ночь на 13 мая 1919 года они прорвали оборону дивизии на левом фланге. В ходе наступления были практически разгромлены 53-й и 167-й полки, вынужденные были отступить к деревне Ариновка. В ходе наступления оказались подорванными два бронепоезда, входившие в состав дивизии.
В октябре 1919 части дивизии освободили Красное Село. В ноябре — декабре 1919 года дивизия принимала участие в Нарвской операции. В январе-мае 1920 года обороняла границу с Эстонией.
С мая по сентябрь 1920 года дивизия участвовала в Советско-польской войне. С 14 мая по 8 июня 1920 года в ходе Майской операции дивизия участвовала в наступлении на молодеченском направлении в районе Полоцка и Лепеля. С 4 по 23 июля в ходе Июльской операции принимала участие в боях в районе Докшицы, Глубокое, форсировала реки Соша и Березина, освободила Долгиново и Лиду. С 23 июля по 25 августа 1920 года принимала участие в Варшавской операции, в ходе которой переправилась через реку Неман, освободила Волковыск, Бельск, Сероцк, продвинулась вдоль реки Западный Буг на подступы к Варшаве, затем отходила, ведя арьергардные бои. В сентябре 1920 года дивизия принимала участие в боях под Гродно. С октября 1920 года ликвидировала банды в районе Лепель, Сенно.

### Период между войнами
13 марта 1921 года дивизия приказом по 14-й армии передана в Орловский военный округ. С марта 1921 года по сентябрь 1939 года местом дислокации дивизии был город Орёл. 30 ноября 1921 года приказом РВСР № 2710/450 получила наименование Орловская. В июне 1922 года сокращена до штата стрелковой дивизии мирного времени. В сентябре 1925 года сокращена до штата территориальной дивизии (1862 человека).
2 января 1929 года в честь 10-летия существования дивизия была награждена Почётным красным знаменем ЦИК СССР.
В мае 1936 года вновь развёрнута в кадровую стрелковую дивизию численность 6000 человек. В сентябре 1936 года вновь сокращена до штата территориальной дивизии с численностью 4000 человек. В мае 1938 года развернута в сокращённую кадровую стрелковую дивизию тройного развёртывания численностью 5090 человек. А с сентября 1939 года доведена до штатов военного времени — 14000 человек.
В конце 1937 года начались аресты командного состава дивизии. Были арестованы: командир — комбриг Шафранский Иван Иосифович (Осипович), его заместитель — комбриг Резцов Владимир Ипатьевич, командир 6-го артполка Царапкин Герасим Романович, начальник военно-хозяйственного снабжения дивизии Агапов Михаил Иванович, капельмейстер 18-го стрелкового полка Реймер Леонид Николаевич, начальник 1-й части штаба дивизии Гааке Николай Георгиевич, помощник командира 18-го стрелкового полка Зелепукин Василий Иванович, начальник боепитания 18-го стрелкового полка Осиев Пётр Александрович, помощник командира 16-го стрелкового полка Булович Иван Гаврилович и другие.
Им было предъявлено сфабрикованное следствием обвинение в участии в «антисоветском военно-фашистском заговоре».
20 октября 1938 года Военной коллегией Верховного суда СССР 15 арестованных были приговорены к расстрелу (кроме Шафранского). Приговор приведён в исполнение в тот же день в Орле. Место захоронения документально не зафиксировано.
29 июня 1957 года Военной коллегией Верховного суда СССР уголовные дела в отношении расстрелянных военнослужащих были прекращены «за отсутствием состава преступления», они были признаны необоснованно осуждёнными и полностью реабилитированы.
Дивизия принимала участие в Польской кампании. 11 сентября 1939 года дивизии поставлена задача подготовиться к погрузке на станции Орёл к 13 сентября 1939 года и совершить перевозку в Белоруссию по железной дороге в течение 3 суток. 17 сентября 1939 года дивизия поступила в распоряжение Белорусского фронта. 18 сентября дивизия сосредоточилась в районе Минска и вошла в состав 10-й армии. 19 сентября 1939 года дивизия перешла госграницу и к исходу дня сосредотачилась в районе Мир—Столпце—Опечки, войдя в состав 11-го стрелкового корпуса. До 1 октября дивизия совершила беспрерывный 450-километровый марш. Во время движения по территории Польши осуществлялось разоружение небольших групп польских солдат и офицеров. К вечеру 1 октября дивизия вышла на рубеж Вишницы—Кузовка—Межилесь. С 4 по 14 октября 1939 года дивизия совершила отход на демаркационную линию по восточному берегу реки Буг к местам постоянной дислокации и сосредоточилась в районе города Брест-Литовск и прилегающих к нему районах севернее реки Мухавец, приняв несение гарнизонной службы в Бресте и охрану государственной границы по реке Западный Буг в районе Бреста. Во время Советско-финской войны из состава дивизии были сформированы для отправки на фронт два маршевых батальона.

### Великая Отечественная война

#### 1941 год
На 22 июня 1941 года дивизия дислоцировалась в Брестской крепости и около неё, где и приняла первый бой в ходе Приграничного сражения в Белоруссии.

17-я и 18-я танковые дивизии 47-го моторизованного корпуса форсировали Западный Буг на участке Зачопки, Мокраны и, не встречая большого сопротивления со стороны ошеломленных артиллерийским огнем подразделений 6-й стрелковой дивизии и частей, находившихся на строительстве укрепленного района, начали развивать наступление в направлениях Лыщицы и Мотыкалы.— Сандалов Л. М. Боевые действия войск 4-й армии в начальный период Великой Отечественной войны
Дивизия вступила в бой уже в 4.00, понесла большие потери и разрозненно отступила на восток, будучи к исходу дня разбита на несколько групп: основные силы с управлением дивизии в районе Хведковичи, вторая группа, состоящая из части 125-го стрелкового полка и 111-го сапёрного батальона — севернее Жабинки, третья группа в составе 84-го стрелкового полка и 204-го гаубичного артиллерийского полка в районе Радваничи. Остальная часть дивизии не сумела покинуть Брестскую крепость, где погибла героически сражаясь в окружении в течение длительного времени. 131-й артиллерийский полк вывел 8 орудий 2-го дивизиона и одно орудие полковой школы, а личный состав, материальная часть и лошади 1-го дивизиона, находящегося в крепости, были уничтожены. 204-й гап (поскольку по южному городку огонь был открыт позднее) встал на позиции в районе артпарка, открыл огонь по артиллерии противника, после чего, подвергшись сам огневому налету, и двинулся в направление Жабинки, по пути неоднократно подвергаясь атакам с воздуха. Из-за отсутствия горючего и под воздействием авиации орудия и трактора второго и третьего дивизиона были уничтожены и только первый дивизион на конной тяге благополучно прибыл в Кобрин.
23 июня 1941 года дивизия с боями отходила к Кобрину. Ударом 3-й танковой дивизии противника основные силы дивизии вновь оказались рассечены на две части: несколько подразделений с дивизионом гаубичного полка во главе с командиром и начальником штаба дивизии отходили вдоль шоссе на Пинск, часть штаба дивизии, остатки артиллерии, спецчастей и тыловых подразделений дивизии, а также оставшиеся подразделения 84-го и 333-го стрелкового полков под командованием замполита дивизии отходили на северо-восток вдоль Варшавского шоссе. К исходу дня основные силы дивизии отошли на восточный берег реки Ясельда севернее и южнее Берёза-Картузская. В начале седьмого утра 24 июня 1941 года против частей дивизии, обороняющихся на Ясельде, враг бросил свою бомбардировочную авиацию, провёл мощную артиллерийскую подготовку и возобновил атаки. Около 6 часов на одном из участков группе немецких танков удалось прорвать оборону и выйти на Варшавское шоссе южнее селения Бронна Гура.
25 июня 1941 части дивизия продолжали стойко держать оборону на рубеже Влодава — Малорита. Понеся серьёзные потери, остатки дивизии вошли в сводный отряд под командованием генерала Попова и отошли за реку Птичь.
К середине дня 28 июня 1941 года противник сбил слабое охранение под Бобруйском, захватил город и вышел к Березине. С наступлением темноты в составе группы генерала Попова разрозненные подразделения и группы бойцов дивизии направились к Рогачёву.
К 30 июня 1941 года остатки дивизии собрались в районе Довска. 1 июля обескровленные части дивизии и разного рода наспех сколоченные отряды подошли к Пинску. Эти отряды с огромным трудом удерживали на подступах к Пинску наступление армейского корпуса немцев, затем отступили в район Черикова. К 5 июля в составе дивизии осталось только 340 человек. Около Черикова к основным силам дивизии присоединился отряд под командованием заместителя командира дивизии Осташенко, численностью более 1000 человек.
С 14 июля 1941 года дивизия участвовала в контрударе под Мстиславлем, а 335-й стрелковый полк дивизии был передан в оперативное подчинение 55-й стрелковой дивизии для участия в боях под Пропойском.
17 июля дивизия отступила за реку Сож, сюда же выходили из окружения подразделения 132-й и 137-й стрелковых дивизий. Начиная с 17 июля 1941 года 4-й воздушно-десантный корпус генерала Жадова почти ежедневно атаковал противника в районе Мстиславля и Кричева. В эти дни сводный отряд дивизии во главе с командиром дивизии был передан для усиления корпуса. В таком составе части десантников и дивизии сумели несколько раз выбить врага из Кричева, наносили тяжелый урон переправлявшейся через Сож 3-й танковой дивизии противника и в конце концов принудили последнюю перейти к обороне под Кричевом. 17 июля в бою под Кричевом совершил подвиг артиллерист противотанковой батареи дивизии Николай Сиротинин.
26 июля 1941 года немцы ввели в бой на стыке своих 3-й и 4-й танковых дивизий 7-ю пехотную. С целью локализовать удар и не допустить прорыва гитлеровцев в тыл кричевской группировке было решено перебросить в этот район остававшуюся на левом фланге 13-й армии часть сил дивизии. Во время этой перегруппировки прорвавшаяся восточнее Кричева 7-я пехотная дивизия противника окружила 84-й стрелковый полк дивизии. На помощь ему был брошен действовавший в составе дивизии Коммунистический батальон. Атакующие совместно с выходившими к ним навстречу из окружения бойцами 84-го полка уничтожили 2-й батальон 2-го пехотного полка противника и захватили в плен его штаб. 1 августа 24-й танковый и 7-й армейский корпуса противника после мощной авиационной и артиллерийской подготовки нанесли удар правому флангу нашей армии, на котором занимали оборону четыре батальона 6-й стрелковой дивизии. Несмотря на контрудар 52-й кавалерийской дивизии, части 6-й дивизии вынуждены были отойти. 2 августа 1941 года немецкая 4-я танковая дивизия, наступавшая на острие главного удара, ворвалась в Рославль. Подразделения 6-й дивизии, действовавшие на правом фланге, оказались в окружении. Командарм приказал дивизии нанести удар в южном направлении и выйти из кольца. В ночь на 4 августа дивизия совершила прорыв из окружения и соединилась с войсками 13-й армии. 12 августа дивизия вела бои на рубеже Голичи—Костюковичи, от всей дивизии осталось несколько батальонных групп, располагавших минимумом вооружения и боеприпасов. В ожесточённых боях за населённые пункты Замостье и Гута-Сенска дивизия нанесла чувствительные потери частям 258-й пехотной дивизии противника.
В ночь на 2 сентября 1941 года 29-я моторизованная дивизия 47-го моторизованного корпуса Вермахта форсировала Десну у железнодорожного моста к югу от Белой Берёзки и захватила плацдарм северо-западнее станции Знобь. Командование 13-й армии приняло срочные меры, чтобы не допустить расширения плацдарма противника. Дивизия приняла участие в ликвидации плацдарма совместно с 50-й танковой и 307-й стрелковой дивизиями. К утру 7 сентября 1941 года советские войска полностью очистили от противника восточный берег Десны.
30 сентября дивизия вела ожесточённые бои под Очкином, Жиховом и Старой Гутой, в результате которых оказалась в окружении. 2 октября 1941 года дивизия одним полком обороняла рубеж от устья реки Знобовка до Кренидовки, остальными частями вела бои за Суземку с целью овладения ею. Бои за Суземку продолжались до 8 октября, что обеспечило подготовку войск 13-й армии к прорыву из окружения. После прорыва 9 октября 1941 года главных сил армии через Негино противник вновь захватил его и закрыл выход частям дивизии. Тогда командир дивизии полковник Гришин принял решение выходить из окружения в ночь на 10 октября. С наступлением темноты вся оставшаяся артиллерия дивизии тихо выдвинулась на огневые позиции. Стрелковые полки заняли исходное положение для атаки. Весь транспорт был построен в одну колонну. В 2 часа ночи подразделения дивизии дружно атаковали фашистов. Через 15 минут вперёд двинулся транспорт. Поднятый машинами шум был воспринят гитлеровцами как атака танков и вызвал у них панику. Этим воспользовались бойцы дивизии. Они устремились в образовавшуюся брешь и вырвались из окружения. Вскоре противник подбросил резервы и вновь занял Негино, что не позволило выйти из окружения армейским тылам и арьергардным частям.
В ночь на 14 октября 1941 года дивизия вновь отличилась, нанеся удар на Хомутовку. Дивизия разгромила фашистский кавалерийский полк, пытавшийся преградить ей путь, и захватила большие трофеи. Когда дивизия вместе с остальными соединениями армии подошла к большаку Рыльск — Дмитриев-Льговский, гитлеровцы начали атаки с разных направлений. Советские части вновь оказались в кольце. Боеприпасов, продовольствия и горючего недоставало. Было принято решение в ночь на 17 октября ударом на Сковороднево, Нижнепесочное (на реке Свапа) пробиваться на восток. Прорыв, как и предыдущий раз, был назначен на 2 часа ночи. Укрывшись в густом сосняке, подразделения дивизии сосредоточивались у переднего края вражеской обороны. По общему сигналу войска дивизии атаковали противника. Их поддержали подошедшие 132-я и 143-я стрелковые дивизии. Внезапность и слаженность ударов вызвали панику в частях фашистского 48-го танкового корпуса. В дальнейшем, непрерывно маневрируя и отражая атаки гитлеровцев в течение девяти суток ожесточённых боев, 13-я армия вырвалась из окружения.
Затем части дивизии принимали участие в обороне Курска, противостоя 48-му танковому, 34-му и 35-му армейским корпусам. Непосредственно на город наступали 9-я танковая и 95-я пехотная дивизии. В последних числах октября завязались ожесточённые бои на дальних подступах к Курску. Только через пять дней, используя своё превосходство в танках и авиации, немецко-фашистские войска приблизились к городу. Ведя уличные бои, части дивизии к 7 ноября 1941 года отошли на реку Тим. К этому времени эвакуация Курска была завершена. 10 ноября Брянский фронт был расформирован. Дивизия в составе 13-й армии была передана Юго-Западному фронту. После перегруппировки армии поставили задачу прикрыть елецкое направление и пути, связывающие Москву с южными районами страны. До конца ноября 1941 года дивизия оставалась в обороне на рубеже Слепухи (район Ельца).
В течение полугода дивизия обороняла Щигры на рубеже реки Тим.

#### 1942 год
С 28 июня по 24 июля 1942 года дивизия принимала участие в Касторненской оборонительной операции. Дивизия оказалась на направлении главного удара гитлеровцев, начавших своё наступление в сторону Воронежа. Сдерживая натиск превосходящих сил противника, дивизия героически сражалась на промежуточных рубежах. За восемь дней боёв, с 28 июня по 6 июля, дивизия уничтожила 53 танка, 64 автомашины, 4 самолёта, много другой техники врага, а также большое количество солдат и офицеров. За эту неделю дивизия также понесла большие потери, противник расчленил боевые порядки 40-й армии Брянского фронта, перерезал линию железной дороги Касторное — Старый Оскол и дивизия вынуждена была вести упорные бои уже в окружении. Однако она сохранила силы, чтобы сразу после отступления за Дон, без отдыха и пополнения, занять оборонительные позиции в левобережной части Воронежа и дать отпор наседавшему врагу, а затем, когда войска противника были остановлены в правобережной части города, дивизия успешно провела частную наступательную операцию и положила начало Чижовскому плацдарму.

#### 1943 год
С 4 по 25 марта 1943 года дивизия принимала участие в Харьковской оборонительной операции.
25 октября 1943 года дивизия была награждена орденом Красного Знамени.

#### 1944 год
С 24 января по 17 февраля 1944 года дивизия принимала участие в Корсунь-Шевченковской операции, ведя оборонительные бои на участке от Водяного до Канижа в районе Звенигородки.
С 5 марта по 17 апреля 1944 года дивизия принимала участие в Уманско-Ботошанской операции.
С 20 по 29 августа 1944 года дивизия принимала участие в Ясско-Фокшанской наступательной операции.
С 6 по 28 октября 1944 года дивизия принимала участие в Дебреценской операции.
С 1 ноября по 31 декабря 1944 года дивизия принимала участие в Ньиредьхаза-Мишкольцкой наступательной операции.

#### 1945 год
С 12 января по 18 февраля 1945 года дивизия принимала участие в Плешевец-Брезновской наступательной операции.
С 25 марта по 5 мая 1945 года дивизия принимала участие в Братиславско-Брновской наступательной операции, в ходе которой 26 апреля 1945 года освободила Брно.
С 6 по 11 мая 1945 года дивизия принимала участие в Йиглаво-Бенешовской наступательной операции.
28 мая 1945 года дивизия была награждена орденом Суворова 2-й степени.
К 1 августа 1945 года была переброшена на Дальний Восток, где до 3 сентября принимала участие в Хингано-Мукденской операции. С 9 августа 1945 года дивизия в составе Забайкальского фронта перешла в наступление. Преодолевая сопротивление японских войск, дивизия, совершив 150-километровый бросок, вышла к отрогам Большого Хингана. 23 августа 1945 года дивизии было присвоено почётное наименование Хинганская.
Начиная с 10 сентября 1945 года дивизия в составе 57-го стрелкового корпуса приступила к расформированию, которое было окончательно закончено в ноябре 1945 года.

## Подчинение
| Дата       | Фронт (округ)                    | Армия                                         | Корпус (группа)                            | Примечания            |
| ---------- | -------------------------------- | --------------------------------------------- | ------------------------------------------ | --------------------- |
| 03.05.1918 | Северный участок отрядов завесы  |                                               |                                            |                       |
| 11.09.1918 | Северный фронт                   |                                               |                                            |                       |
| 01.11.1918 | Северный фронт                   | 7-я армия                                     |                                            |                       |
| 12.02.1919 | Западный фронт                   | 7-я армия                                     |                                            |                       |
| 23.05.1919 | Западный фронт                   | 7-я армия                                     |                                            | Нарвская группа войск |
| 04.06.1919 | Западный фронт                   | 7-я армия                                     |                                            | Северная группа войск |
| 06.08.1919 | Западный фронт                   | 7-я армия                                     |                                            |                       |
| 10.02.1920 | Западный фронт                   | Петроградская революционная армия труда       |                                            |                       |
| 25.02.1920 |                                  | Петроградская революционная армия труда       |                                            |                       |
| 10.04.1920 |                                  | 7-я армия                                     |                                            |                       |
| 14.05.1920 | Западный фронт                   | 15-я армия                                    |                                            |                       |
| 04.07.1920 | Западный фронт                   | 3-я армия                                     |                                            |                       |
| 31.12.1920 | Западный фронт                   | 16-я армия                                    |                                            |                       |
| 13.03.1921 | Орловский военный округ          |                                               |                                            |                       |
| 09.03.1922 | Московский военный округ         |                                               |                                            |                       |
| 01.08.1938 | Орловский военный округ          |                                               |                                            |                       |
| 18.09.1939 | Белорусский фронт                | 10-я армия                                    | 11-й стрелковый корпус                     |                       |
| 25.09.1939 | Белорусский фронт                | 4-я армия                                     |                                            |                       |
| 14.11.1939 | Белорусский особый военный округ | 4-я армия                                     |                                            |                       |
| 11.07.1940 | Западный особый военный округ    | 4-я армия                                     | 28-й стрелковый корпус                     |                       |
| 22.06.1941 | Западный фронт                   |                                               | 28-й стрелковый корпус                     |                       |
| 01.07.1941 | Западный фронт                   | 4-я армия                                     | 28-й стрелковый корпус                     |                       |
| 01.08.1941 | Центральный фронт                | 13-я армия                                    | 45-й стрелковый корпус                     |                       |
| 01.09.1941 | Брянский фронт                   | 13-я армия                                    | 45-й стрелковый корпус                     |                       |
| 01.10.1941 | Брянский фронт                   | 13-я армия                                    |                                            |                       |
| 01.11.1941 | Брянский фронт                   | 13-я армия                                    |                                            |                       |
| 01.12.1941 | Юго-Западный фронт               | 13-я армия                                    |                                            |                       |
| 01.01.1942 | Брянский фронт                   | 13-я армия                                    |                                            |                       |
| 01.02.1942 | Брянский фронт                   | 13-я армия                                    |                                            |                       |
| 01.03.1942 | Брянский фронт                   | 13-я армия                                    |                                            |                       |
| 01.04.1942 | Юго-Западный фронт               | 40-я армия                                    |                                            |                       |
| 01.05.1942 | Брянский фронт                   | 40-я армия                                    |                                            |                       |
| 01.06.1942 | Брянский фронт                   | 40-я армия                                    |                                            |                       |
| 01.07.1942 | Брянский фронт                   | 40-я армия                                    |                                            |                       |
| 01.08.1942 | Воронежский фронт                | 40-я армия                                    |                                            |                       |
| 01.09.1942 | Воронежский фронт                | 40-я армия]                                   |                                            |                       |
| 01.10.1942 | Воронежский фронт                | 40-я армия                                    |                                            |                       |
| 01.11.1942 | РГК                              | 10-я резервная армия                          |                                            |                       |
| 01.12.1942 | РГК                              | 10-я резервная армия                          |                                            |                       |
| 01.01.1943 | Приволжский военный округ        |                                               |                                            |                       |
| 01.02.1943 | Юго-Западный фронт               | 6-я армия                                     |                                            |                       |
| 01.03.1943 | Юго-Западный фронт               | 6-я армия                                     | 15-й стрелковый корпус                     |                       |
| 01.04.1943 | Юго-Западный фронт               | 6-я армия                                     | 15-й стрелковый корпус                     |                       |
| 01.05.1943 | Юго-Западный фронт               | 6-я армия                                     | 34-й стрелковый корпус                     |                       |
| 01.06.1943 | Юго-Западный фронт               | 6-я армия                                     | 26-й гвардейский стрелковый корпус         |                       |
| 01.07.1943 | Юго-Западный фронт               | 6-я армия                                     | 26-й гвардейский стрелковый корпус         |                       |
| 01.08.1943 | Юго-Западный фронт               | 6-я армия                                     | 26-й гвардейский стрелковый корпус         |                       |
| 01.09.1943 | Юго-Западный фронт               | 1-я гвардейская армия                         | 34-й стрелковый корпус                     |                       |
| 01.10.1943 | Юго-Западный фронт               | 1-я гвардейская армия                         | 34-й стрелковый корпус                     |                       |
| 01.11.1943 | 3-й Украинский фронт             | 46-я армия                                    | 6-й гвардейский стрелковый корпус          |                       |
| 01.12.1943 | 3-й Украинский фронт             | 46-я армия                                    | 6-й гвардейский стрелковый корпус          |                       |
| 01.01.1944 | 2-й Украинский фронт             |                                               | 26-й гвардейский стрелковый корпус         |                       |
| 01.02.1944 | 2-й Украинский фронт             | 53-я армия                                    | 26-й гвардейский стрелковый корпус         |                       |
| 01.03.1944 | 2-й Украинский фронт             | 53-я армия                                    | 26-й гвардейский стрелковый корпус         |                       |
| 01.04.1944 | 2-й Украинский фронт             | 4-я гвардейская армия                         | 75-й стрелковый корпус                     |                       |
| 01.05.1944 | 2-й Украинский фронт             | 7-я гвардейская армия                         |                                            |                       |
| 01.06.1944 | 2-й Украинский фронт             | 7-я гвардейская армия                         |                                            |                       |
| 01.07.1944 | 2-й Украинский фронт             | 7-я гвардейская армия                         | 24-й гвардейский стрелковый корпус         |                       |
| 01.08.1944 | 2-й Украинский фронт             | 7-я гвардейская армия                         | 24-й гвардейский стрелковый корпус         |                       |
| 01.09.1944 | 2-й Украинский фронт             | 7-я гвардейская армия                         | 24-й гвардейский стрелковый корпус         |                       |
| 01.10.1944 | 2-й Украинский фронт             | 7-я гвардейская армия                         | 24-й гвардейский стрелковый корпус         |                       |
| 01.11.1944 | 2-й Украинский фронт             | 53-я армия                                    | 49-й стрелковый корпус                     |                       |
| 01.12.1944 | 2-й Украинский фронт             | 53-я армия                                    | 49-й стрелковый корпус                     |                       |
| 01.01.1945 | 2-й Украинский фронт             |                                               | 51-й стрелковый корпус                     |                       |
| 01.02.1945 | 2-й Украинский фронт             | 40-я армия                                    | 51-й стрелковый корпус                     |                       |
| 01.03.1945 | 2-й Украинский фронт             | 40-я армия                                    | 51-й стрелковый корпус                     |                       |
| 01.04.1945 | 2-й Украинский фронт             |                                               | 50-й стрелковый корпус                     |                       |
| 01.05.1945 | 2-й Украинский фронт             | 1-я гвардейская конно-механизированная группа | 50-й стрелковый корпус                     |                       |
| 10.06.1945 | Центральная группа войск         |                                               | 49-й стрелковый корпус (2-го формирования) |                       |
| 01.07.1945 | Центральная группа войск         |                                               | 49-й стрелковый корпус (2-го формирования) |                       |
| 01.08.1945 | Забайкальский фронт              | 53-я армия                                    | 49-й стрелковый корпус (2-го формирования) |                       |
| 03.09.1945 | Забайкальский фронт              | 53-я армия                                    | 49-й стрелковый корпус (2-го формирования) |                       |

## Состав

### В период гражданской войны
- 1-я стрелковая бригада (до января 1919 года)
- 2-я стрелковая бригада (до января 1919 года)
- 3-я стрелковая бригада (до января 1919 года)
- 16-я стрелковая бригада (с января 1919 года)
- 17-я стрелковая бригада (с января 1919 года)
- 18-я стрелковая бригада (с января 1919 года)

### В межвоенный период
- 16-й стрелковый полк
- 17-й стрелковый полк
- 18-й стрелковый полк
- 6-й артиллерийский полк
- 6-й гаубичный артиллерийский полк
- 6-я отдельная танковая рота
- отдельный батальон связи
- отдельный сапёрный батальон
- 6-я зенитно-пулемётная рота

### В период Великой Отечественной войны
- 84-й стрелковый полк (командир — Дородных Семен Капитонович (1899—1943), майор[4])
- 125-й стрелковый полк (командир — Дулькейт Александр Эмильевич (1898—1945), майор[5], 23.06.1941 г. попал в плен)
- 333-й стрелковый полк (командир — Матвеев Дмитрий Иванович, полковник, пропал без вести[6])
- 131-й лёгкий артиллерийский полк 1-го формирования (до 5.11.1941)
- 131-й лёгкий артиллерийский полк 2-го формирования (с 28.4.1942)
- 204-й гаубичный артиллерийский полк (до октября 1941 года)[7]
- 294-й гаубичный артиллерийский полк (с октября 1941 года)
- 98-й отдельный истребительно-противотанковый дивизион 1-го формирования (до 22.11.1941)
- 98-й отдельный истребительно-противотанковый дивизион 2-го формирования (с 11.3.1942)
- 577-й миномётный дивизион (с 22.11.1941 по 6.10.1942)
- 75-й отдельный разведывательный батальон
- 111-й отдельный сапёрный батальон
- 37-й отдельный батальон связи (514-я отдельная рота связи)
- 95-й медико-санитарный батальон
- 57-я отдельная рота химической защиты
- 31-й автотранспортный батальон
- 108-я автотранспортная рота
- 276-я (44-я) полевая хлебопекарня
- 198-й дивизионный ветеринарный лазарет
- 158-я дивизионная артиллерийская ремонтная мастерская
- 115-я полевая почтовая станция
- 252-я полевая касса Госбанка[8]

## Командиры
- Парский, Дмитрий Павлович (25.05.1918 — 27.05.1918)
- Иванов Н. Н. (27.05.1918 — 14.04.1919)
- Фрейман, Борис Николаевич (14.04.1919 — 24.05.1919)
- Солодухин, Пётр Андрианович (24.05.1919 — 22.08.1919)
- врид Розанов, Николай Николаевич (22.08.1919 — 03.09.1919)
- врид Ларичкин (03.09.1919 — 05.10.1919)
- врид Любимов, Владимир Виссарионович (05.10.1919 — 13.11.1919)
- врид Кузнецов А. Е. (13.11.1919 — 24.11.1919)
- Стороженко, Алексей Алексеевич (24.11.1919 — 24.11.1920)
- врид Широкий, Иван Фёдорович (24.11.1920 — 05.01.1921)
- Стороженко, Алексей Алексеевич (05.01.1921 — 07.1923)
- Смолин Иван Иванович (21.07.1923 — 06.06.1924)
- Брянских, Пётр Алексеевич (1924—1927)
- Петровский, Леонид Григорьевич (11.1928 — 01.01.1931)
- Качалов, Владимир Яковлевич, комдив (01.1931 — 05.1936)
- Шафранский, Иван Иосифович, комбриг (05.1936 — 05.1937)
- Золотухин, Николай Григорьевич, комбриг, генерал-майор (08.09.1937 — 14.03.1941)
- Попсуй-Шапко, Михаил Антонович, полковник (14.03.1941 — 29.07.1941), пропал без вести в начале августа 1941 г.[9], по другим данным расстрелян по приговору трибунала[10].
- врид Осташенко, Фёдор Афанасьевич, полковник (30.07.1941 — 13.08.1941)
- Гришин, Михаил Данилович, полковник, генерал-майор (14.08.1941 — 30.11.1942)
- Штейман, Яков Львович, полковник (01.12.1942 — 09.02.1943)
- Горяшин, Леонид Михайлович, полковник (10.02.1943 — 30.06.1943)
- Билютин, Кондратий Васильевич, гвардии полковник (02.07.1943 — 16.08.1943)
- Гречаный, Евстафий Петрович, гвардии генерал-майор (17.08.1943 — 08.11.1943)
- Дрейер, Николай Михайлович, гвардии генерал-майор (09.11.1943 — 10.12.1943)
- Обушенко, Иван Федотович, полковник, генерал-майор (11.12.1943 — 11.05.1945)
- Мальчевский, Александр Иванович (??.06.1945 — ??.11.1945), генерал-майор

## Награды
До Великой Отечественной войны:
- 30 ноября 1921 года — присвоено наименование «Орловская»
- 2 января 1929 года — награждена Почётным Революционным Красным Знаменем ЦИК СССР

Во время Великой Отечественной войны:
- 25 октября 1943 года —  Орден Красного Знамени — награждена указом Президиума Верховного Совета СССР от 25 октября 1943 года за образцовое выполнение боевых заданий командования на фронте борьбы с немецкими захватчиками и проявленные при этом доблесть и мужество.[11]
- 28 мая 1945 года —  Орден Суворова II степени — награждена указом Президиума Верховного Совета СССР от 28 мая 1945 года за образцовое выполнение заданий командования в боях с немецкими захватчиками при овладении городом Брно и проявленные при этом доблесть и мужество.[12]
- 23 августа 1945 года — почётное наименование «Хинганская» — присвоено приказом Верховного Главнокомандующего.

Награды полков дивизии:
- 84-й стрелковый Зволенский[13] Краснознамённый[14] полк
- 125-й стрелковый Краснознамённый[15] ордена Александра Невского[14] полк
- 333-й стрелковый ордена Кутузова[14] полк
- 131-й артиллерийский Краснознамённый[16] ордена Богдана Хмельницкого (II степени)[14] полк

## Отличившиеся воины дивизии
- Козинец, Пётр Дмитриевич, сержант — командир орудия 125-го стрелкового полка
- Кошелев, Михаил Тихонович, старший сержант — командир отделения 75-й отдельной разведывательной роты.
- Макитрук, Филипп Макарович, красноармеец — командир отделения 125-го стрелкового полка
- Милованов, Андрей Алексеевич, красноармеец — второй номер пулемётного расчёта 125-го стрелкового полка
- Мордвинцев, Сергей Анисимович, младший лейтенант — командир взвода 125-го стрелкового полка
- Сиваченко, Василий Григорьевич, рядовой — пулемётчик 125-го стрелкового полка
- Узуев, Магомед Яхъяевич, старший сержант — заместитель командира учебного взвода 333-го стрелкового полка
- Юрков, Александр Дмитриевич, старший сержант — командир отделения разведки 125-го стрелкового полка

## Память
- Музей дивизии в школе-интернате № 4 (Ленинский проспект Воронежа).
- В городе Орёл есть улица названная в честь дивизии.[17]

## Газета
Выходила газета «Краснознаменец». Зам. редактора — капитан Демиденко Степан Ермолаевич (1915-?)